# Blockierung (Datenverarbeitung)
Eine Blockierung tritt auf, wenn eine Transaktion durch eine andere verhindert wird.
Oft wird eine Blockierung mit einem Deadlock verwechselt, wobei der wesentliche Unterschied ist, dass bei der Blockierung nur der erste Prozess durch den zweiten Prozess blockiert wird. Bei einem Deadlock hingegen blockieren sich die Prozesse gegenseitig.
Das Auftreten einer Blockierung in einer Datenbank ist nicht ungewöhnlich und stellt meist nur einen zeitlich begrenzten Zustand dar.